# Going Highbrow

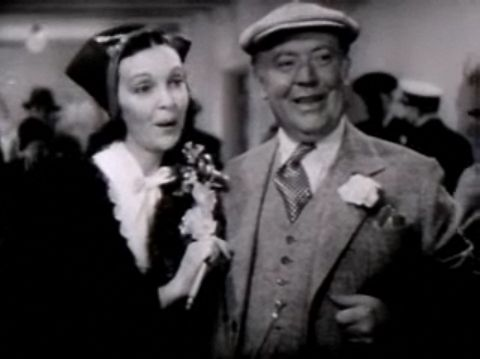
ZaSu Pitts et Guy Kibbee.

Going Highbrow est un film américain réalisé par Robert Florey et sorti en 1935.

## Synopsis
Cora Upshaw, l'épouse du millionnaire Matt Upshaw, rêve de faire partie de la haute société new-yorkaise. Les Upshaw viennent de rentrer d'un voyage en Europe au cours duquel ils ont acheté de nombreuses œuvres d'art. Lorsque la nouvelle de leurs achats est publiée dans les journaux, Augie Witherspoon, gestionnaire de la succession de Mme Forrester Marsh, conçoit l'idée de vendre aux Upshaw certaines des peintures des Marsh, afin d'obtenir suffisamment d'argent pour permettre à son fils Harley, issu de la classe supérieure mais pauvre, de suivre une école de musique. Pendant ce temps, Matt, qui n'est pas à l'aise avec les ambitions de Cora, fait la rencontre de Sandy, une serveuse, qui est amicale même si elle ne croit pas qu'il soit millionnaire.

## Fiche technique
- Réalisation : Robert Florey
- Scénario : Edward Kaufman, Sy Bartlett, Ralph Spence, Ben Markson
- Producteur : Samuel Bischoff
- Photographie : William Rees
- Montage : Harold McLernon
- Genre : Comédie[1]
- Costumes : Orry-Kelly[2].
- Musique : Leo F. Forbstein
- Distributeur : Warner Brothers
- Durée : 67 minutes
- Date de sortie : 23 août 1935

## Distribution
- Guy Kibbee : Matt Upshaw
- ZaSu Pitts : Mrs. Cora Upshaw
- Edward Everett Horton : Augie Winterspoon
- Ross Alexander : Harley Marsh
- June Martel : Sandy Long
- Gordon Westcott : Sam Long
- Judy Canova : Annie
- Nella Walker : Mrs. Forrester Marsh
- Jack Norton : Sinclair
- Arthur Treacher : Waiter